# Mbunda
El mbunda és una llengua bantu que es parlen els mbundes d'Angola, Zàmbia i Namíbia. El mbunda fou escollit com una de les sis llengües nacionals d'Angola el 1987 juntament amb el kikongo, el kimbundu, el chokwe, l'umbundu i el kwanyama i el 1980 el Instituto de Línguas Nacionaes va establir com s'havia de promoure l'ús de la llengua en l'educació. Posteriorment, el mbunda fou reemplaçat com a llengua nacional pel nganguela, una llengua estàndard que havia creat el missioner Emil Pearson barrejant el mbunda, el lucazi, el luvale i el luimbi.
El seu codi de llengua Guthrie és K.15,18.

## Història de la llengua i mbundes
El Instituto de Línguas Nacionais va desenvolupar estudis sobre els sistemes fonològics de les seves sis llengües nacionals. Justino Frederico Katwiya fou el representant de la llengua mbunda en aquest institut i exercí de professor de la llengua.

## Geolingüística
El mbunda és parlat pels mbundes, que viuen a les províncies de Moxico i de Cuando Cubango, a Angola. Des d'aquesta zona, a finals del segle xviii, els mbundes van migrar cap a l'oest de Zàmbia juntament amb els ciyengeles. A principis del segle XX van tornar a protagonitzar una altra onada migratòria degut a la seva resistència a l'ocupació de l'Imperi Portuguès. Posteriorment, hi va haver més moviments de població degut a l'impacte de la Guerra de la Independència d'Angola (1931-74), del conflicte de la descolonització d'Angola (1974-75) i de la Guerra Civil Angolesa (1975-2002). Degut a la Guerra Civil, hi va haver un nombre de mbundes que es van refugiar al nord de Namíbia, a l'est i a l'oest de la regió de Kavango i la Franja de Caprívia.
El mbunda que es parla a Zàmbia, Angola i Namíbia no és exactament igual. A Zàmbia presenta un fort contacte de la llengua amb les dents superiors quan pronuncien paraules com "Mundthzindthzime" (sombra), "chithzalo" (vestit) I "kuthsa" (mort). La diferència rau en el so representat per la grafia TH. El mbunda que es parla a Angola i a Namíbia es parla sense aquest so, igual que en el lucazi; les anteriors paraules s'hi pronuncien "mutzitzime", "chizalo" i "kutsa". De la mateixa manera que a Zàmbia, el mbunda parlat pels chinyengeles que havien emigrat anteriorment és diferent del que parlen els mbundes que van anar cap a Zàmbia a conseqüència de la guerra mbunda-portuguesa de 1914. Això es deu al fet que el mbunda dels chiyengeles ha estat molt influenciat per la llengua lozi. El mbunda de Namíbia, al mateix temps, ha rebut moltes influències del nyemba i del lucazi.

### Zàmbia
A Zàmbia, el mbunda es parla al nord de Barotseland, a l'oest de la Província del Nord-oest.

## Dialectes
El mbunda té molts dialectes: el katavola, el yauma, el nkangala, el mbalango, el sango, el ciyengele ("shamuka") i el ndundu, que són propers. El Yauma (yax) i el nkangala (nkn) tenen el seu propi codi a l'ethnologue.

## Família lingüística i relació amb altres llengües
Forma part de les llengües Chokwe-Luchazis que són llengües bantus del grup K, juntament amb el chokwe, luvale, mbwela, nyengo, nyemba el luimbi, el nyengo, el nkangala, el yauma i el lucazi. Totes elles són llengües bantus centrals.

## Sociolingüística i ús de la llengua
El mbunda és una llengua desenvolupada (EGIDS 5). La llengua gaudeix d'un ús vigorós i té una literatura en una forma estàndard. Té un diccionari i el 2006 hi fou traduïda la bíblia. S'escriu en alfabet llatí.

## Sons
El mbunda és una llengua semblant al lucazi, però divergeix en algunes consonants. Entre les diferències, en els sons del lucazi /s, z/, el mbunda té /θ, ð/. Ens els sons del lucazi /ts/, el mbunda té la dental  /t̪/, que contrasta amb el so dental-alveolar del portuguès /t/.

### Vocals
El mbunda, igual que altres llengües de l'est d'Angola i de Zàmbia té cinc vocals contrastives:
|      | Davantera | Central (unrounded) | Darrera (rounded) |
| ---- | --------- | ------------------- | ----------------- |
| alt  | i         |                     | u                 |
| mig  | ɛ         |                     | ɔ                 |
| baix |           | a                   |                   |

### Consonants
Les consonants amb sonoritats plosives només es fan com consonants prenasals, en contrast amb plosives aspirades. A més a més són característiques les consonants tenuis.
| Aspirades  | Voiced     | Lloc de formació | Exemple  | So mundial | Traducció |
| ---------- | ---------- | ---------------- | -------- | ---------- | --------- |
| /mpʰ/ mp   | /mb/ mb    | bilabial         | mbandu   |            | nafra     |
| /nt̪ʰ/ nths | /nd̪/ ndthz | dental           | ndthzili |            | poder     |
| /ntʰ/ nt   | /nd/ nd    | alveolar         | ndolome  |            | germà     |
| —          | /ndʒ/ nj   | alveopalatal     | njamba   |            | elefant   |
| /ŋkʰ/ nk   | /ŋɡ/ ng    | velar            | ngonde   |            | lluna     |

Alfabet: és notable que a l'alfabet mbunda hi manquen les lletres q i r.
| Representació gràfica     | Símbol fonètic(*) | Exemple mundial | So mundial | Traducció                   |
| ------------------------- | ----------------- | --------------- | ---------- | --------------------------- |
| a                         | /a/               | angula          |            | triar                       |
| mb                        | /mb/              | mbunga          |            | multitud                    |
| ch (used with nouns) or c | /tʃ/              | cili            |            | veritat                     |
| ch (used with nouns) or c | /tʃ/              | chiyambi        |            | caçador                     |
| nd                        | /nd/              | ndumba          |            | lleó                        |
| e                         | /ɛ/               | ewa             |            | si                          |
| f                         | /f/               | fundanga        |            | pólvora                     |
| ng                        | /ŋɡ/              | ngombe          |            | vaca, bou                   |
| ŋ                         | /ŋ/               | ŋala            |            | cranc                       |
| h                         | /h/               | hanja           |            | fora                        |
| i                         | /i/               | imanena         |            | esperar                     |
| j                         | /ʒ/               | jombolola       |            | revelar                     |
| k                         | /k/               | kovela          |            | entrar                      |
| l                         | /l/               | lilonga         |            | placa, plat                 |
| m                         | /m/               | mulonga         |            | delicte                     |
| n                         | /n/               | naana           |            | la meva mare                |
| ndthz                     | /nd̪/              | ndthzita        |            | guerra                      |
| nk                        | /ŋkʰ/             | nkuta           |            | tall                        |
| ny                        | /ɲ/ or maybe /nʲ/ | nyali           |            | cunyat/-ada                 |
| o                         | /ɔ/               | owo             |            | aquell                      |
| p                         | /p/               | putuka          |            | començament                 |
| mp                        | /mpʰ/             | mpulu           |            | animal mascle               |
| t                         | /t/               | tulo            |            | adormit, somnolent          |
| th                        | /θ/               | thimbu          |            | temps                       |
| ths                       | /t̪/               | thsa            |            | morir                       |
| thz                       | /ð/               | thzala          |            | disfressar                  |
| u                         | /u/               | uli             |            | a on es (ella)              |
| v                         | /β/               | vwato           |            | bot, canoa                  |
| w                         | /w/               | wahi            |            | ell (o ella) no està a aquí |
| x                         | /ʃ/               | xwata           |            | bosc                        |
| y                         | /j/               | yange           |            | jo mateix                   |

## Números
La manera de comptar del mabunda segueix el model usual d'arreu del món, però en paraules en mbunda. Aquests són els noms dels primers números.
| 1 - Chimo. 2 - Vivali. 3 - Vitatu. 4 - Viwana. 5 - Vitanu. 6 - Vitanu na chimo. 7 - Vitanu na vivali. 8 - Vitanu na vitatu. 9 - Vitanu na viwana. 10 - Likumi. 11 - Likumi na chimo. 20 - Makumi avali. 22 - Makumi avali na vivali. 30 - Makumi atatu. 33 - Makumi atatu na vitatu. 40 - Makumi awana. 44 - Makumi awana na viwana. 50 - Makumi atanu. 55 - Makumi atatu na vitanu. 60 - Makumi atanu na limo. 66 - Makumi atanu na limo na vitanu na chimo. 70 - Makumi atanu na avali. 77 - Makumi atanu na avali na vitanu na vivali. 80 - Makumi atanu na atatu. 88 - Makumi atanu na atatu na vitanu na vitatu. 90 - Makumi atanu na awana. 99 - Makumi atanu na awana na vitanu na viwana. 100 - Chiita. 101 - Chiita na kamo. 110 - Chiita na likumi. 111 - Chiita na likumi na kamo. 152 - Chiita na makumi atanu na tuvali. 163 - Chiita na makumi atanu na limo na tutanu. 174 - Chiita na makumi atanu na availi na tuwana. 185 - Chiita na makumi atanu na atatu na tutanu. 186 - Chiita na makumi atanu na atatu na tutanu na kamo. 197 - Chiita na makumi atanu na awana na tutanu na tuvali. 200 - Viita vivali. | 201 - Viita vivali na kamo. 300 - Viita vitatu. 400 - Viita viwana. 500 - Viita vitanu. 600 - Viita vitanu na chimo. 700 - Viita vitanu na vivali. 800 - Viita vitanu na vitatu. 900 - Viita vitanu na viwana. 1,000 - Likulukathzi. 1,111 - Likulukathzi na chiita na likumi na kamo. 2,000 - Makulukathzi avali. 3,000 - Makulukathzi atatu. 4,000 - Makulukathzi awana. 5,000 - Makulukathzi atanu. 6,000 - Makulukathzi atanu na limo. 7,000 - Makulukathzi atanu na avali. 8,000 - Makulukathzi atanu na atatu. 9,000 - Makulukathzi atanu na awana. 10,000 - Likumi lya makulukathzi. 11,111 - likumi lya makulukathzi na likulukathzi na chiita na likumi na kamo. 20,000 - Makumi avali amakulukathzi. 30,000 - Makumi atatu amakulukathzi. 40,000 - Makumi awana amakulukathzi. 50,000 - Makumi atanu amakulukathzi. 60,000 - Makumi atanu na limo amakulukathzi. 70,000 - Makumi atanu na avali amakulukathzi. 80,000 - makumi atanu na atatu amakulukathzi. 90,000 - makumi atanu na awana amakulukathzi. 100,000 - chiita cha makulukathzi. 200,000 - viita vivali vya makulukathzi. 300,000 - viita vitatu vya makulukathzi. 400,000 - viita viwana vya makulukathzi. 500,000 - viita vitanu vya makulukathzi. 600,000 - viita vitanu na chimo vya makulikathzi. 700,000 - viita vitanu na vivali vya makulukathzi. 800,000 - viita vitanu na vitatu vya makulukathzi. 900,000 - viita vitanu na viwana vya makulukathzi. 1,000,000 - likulukathzi lya makulukathzi. |